# Prumnopitys exigua
Prumnopitys exigua — вид хвойних рослин родини Подокарпових.
лат. exiguus — «короткий». Спочатку вважали, що вид низькорослий, лише пізніше знайшли більші дерева.

## Опис
Дерева до 20 м висотою і 1 метр діаметром. Кора червонувато-коричнева, вивітрюючись стає чорнувато-коричневою. Нове листя жовтувато-зелене, стає темно-зеленим. У молодих листки 12—20 мм довжиною і 1.8—2.3 мм шириною, на дорослих деревах — 10—20 мм довжиною і 2.2—3.1 мм шириною. Пилкові шишки 7—10 мм довжиною і 2 мм шириною. Насіннєві шишки поодинокі.

## Поширення, екологія
Країни поширення: Болівія. Зустрічається у верхніх гірських тропічних хмарних лісах на північно-східних схилах на висоті від 1800-3000 м над рівнем моря. Основними дочірніми деревами є Persea ruizii і Podocarpus glomeratus. Інші види пов'язаних дерев, це Alnus acuminata, Blepharocalyx salicifolius, Cedrela lilloi, Ilex argentina, Juglans boliviana, Myrcianthes callicoma, Podocarpus parlatorei, Podocarpus rusbyi, Ternstremia asymmetrica і Weinmannia microphylla.

## Використання
На місцевому рівні використовується в житловому будівництві та для столярні вироби.

## Загрози та охорона
Більша частина середовища проживання піддається серйозній деградації. У регіонах Ayopaya і Сибіру основні загрози це від видобуток деревини (поряд з іншими важливими видами лісів), сільськогосподарська діяльність та широке розведення худоби. Зустрічається у двох суміжних охоронних природних територіях Національного парку Амборо і Національного парку Карраско. Він включений в ранзі «уразливий» у болівійську національну червону книгу.